# Nina Wassiljewna Popowa

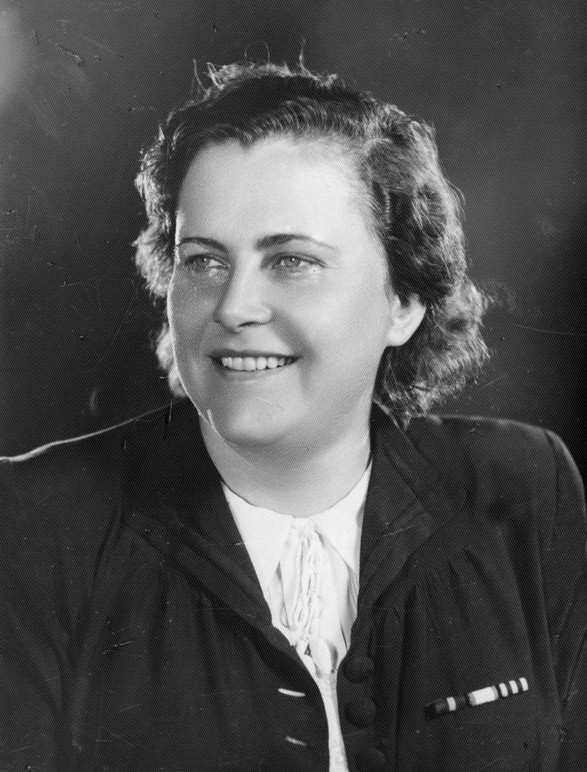

Nina Wassiljewna Popowa (russisch Нина Васильевна Попова; * 9. Januarjul. / 22. Januar 1908greg. in Jelez, Gouvernement Orjol; † 30. Mai 1994 in Moskau) war eine sowjetische bzw. russische Parteifunktionärin und Politikerin.

## Leben
Popowa, Tochter eines Handwerkers, verlor früh ihren Vater. Nach dem Tod der Mutter 1920 kam sie in das Jelezer Kinderhaus Nr. 3. Von ihren 12 Geschwistern überlebten zwei Brüder und eine Schwester. Ab 1922 lebte sie in Borissoglebsk in der Familie ihres ältesten Bruders Alexei, der am Bürgerkrieg teilgenommen hatte.
Ab 1925 war Popowa Mitarbeiterin des Komsomol. Zum Studium wurde sie an das Leningrader  Herzen-Pädagogik-Institut geschickt. Dann studierte sie am Moskauer Tschernyschewski-Institut für Philosophie, Literatur und Geschichte mit Abschluss 1934. Mitglied der KPdSU war sie 1932 geworden. Nach dem Studium arbeitete sie für die Partei in Moskau. Während des Deutschen Angriffskriegs gegen  die Sowjetunion war sie 1. Sekretärin eines Moskauer Rajon-Exekutivkommitees und bereitete die Untergrundarbeit unter der drohenden Besatzung durch die deutsche Wehrmacht vor.
Popowa wurde 1945 Sekretärin des Allunionszentralrats der Gewerkschaften (WZSPS). Gleichzeitig wurde sie Vorsitzende des Antifaschistischen Komitees der Sowjetischen Frauen und Vizevorsitzende der Internationalen Demokratischen Föderation der Frauen (bis 1968).
Nach der Geschäftsführung der Allunionsgesellschaft für Kulturelle Beziehungen mit dem Ausland 1957–1958 war Popowa Vorsitzende des Präsidiums des Verbands der Sowjetischen Gesellschaften für Freundschaft und Kulturelle Beziehungen mit anderen Ländern. 1975 ging sie in Pension.
Popowa war Mitglied des Weltfriedensrats, des Präsidiums des Sowjetischen Komitees für die Verteidigung des Friedens, des Sowjetischen Komitees für die Solidarität mit den Ländern Asiens und Afrikas, des Präsidiums des Komitees der Sowjetischen Frauen und des Sowjetischen Komitees für Europäische Sicherheit und Zusammenarbeit.
Vom XX. Parteitag der KPdSU war Popowa zur Mitgliedskandidatin des Zentralkomitees der KPdSU gewählt worden (1956–1961), worauf sie 1961–1976 Mitglied des Zentralkomitees war. Sie war wiederholt Abgeordnete im Unionssowjet des Obersten Sowjets der UdSSR, nachdem sie 1947–1951 Abgeordnete im Obersten Sowjet der RSFSR gewesen war. Im  Nationalitätensowjet des Obersten   Sowjets der UdSSR war sie Abgeordnete der ASSR der Mari (1962–1966) und der Nordossetischen ASSR (1966–1970, 1970–1974, 1974–1979).
In 1. Ehe war Popowa mit dem Agronomen Andrei Semjonowitsch Schamschin (1903–1972) verheiratet. Ihre Tochter Renita (1931–2021) war Filmregisseurin. In 2. Ehe heiratete Popowa 1942 den späteren Helden der Sowjetunion Wassili Orlow (1916–1945).
Popowa starb am  30. Mai 1994 in Moskau und wurde auf dem Nowodewitschi-Friedhof begraben.

## Ehrungen, Preise
- Orden des Roten Sterns (1941)[3]
- Medaille „Für die Verteidigung Moskaus“
- Medaille „Für heldenmütige Arbeit im Großen Vaterländischen Krieg 1941–1945“
- Internationaler Stalinpreis für die Festigung des Friedens zwischen den Völkern (1953, 2. und letzte Preisverleihung an Sowjetbürger)[2]
- Jubiläumsmedaille „Zum Gedenken an den 100. Geburtstag von Wladimir Iljitsch Lenin“
- Leninorden (1968)
- Orden der Oktoberrevolution
- Orden des Roten Banners der Arbeit
- Ehrenzeichen der Sowjetunion
- Orden der Völkerfreundschaft